# Mochlus sundevallii
Mochlus sundevallii är en ödla i familjen skinkar som förekommer i östra och södra Afrika.
I nedre ögonlocket finns ingen genomskinlig skiva.
Utbredningsområdet sträcker sig från Sydsudan, södra Etiopien och södra Somalia söderut till norra Sydafrika. Väster om Zambia når den även Angola och Namibia. En avskild population finns i norra Somalia. Arten lever i låglandet och i bergstrakter upp till 2000 meter över havet. Den vistas i ganska torra savanner, buskskogar och bergsskogar. Individerna gömmer sig under stenar eller i det översta sandskiktet. Honor lägger 2 till 7 ägg per tillfälle.
För beståndet är inga hot kända och hela populationen bedöms som stabil. IUCN listar arten som livskraftig (LC).